# Paraphortica lata
Paraphortica lata är en tvåvingeart som först beskrevs av Becker 1907.  Paraphortica lata ingår i släktet Paraphortica och familjen daggflugor. Inga underarter finns listade i Catalogue of Life.